# Granger (Wyoming)
Granger és una població dels Estats Units a l'estat de Wyoming. Segons el cens del 2000 tenia 146 habitants.

## Demografia
Segons el cens del 2000, Granger tenia 146 habitants, 54 habitatges, i 40 famílies. La densitat de població era de 22,8 habitants/km².
Dels 54 habitatges en un 35,2% hi vivien nens de menys de 18 anys, en un 68,5% hi vivien parelles casades, en un 5,6% dones solteres, i en un 25,9% no eren unitats familiars. En el 24,1% dels habitatges hi vivien persones soles el 5,6% de les quals corresponia a persones de 65 anys o més que vivien soles. El nombre mitjà de persones vivint en cada habitatge era de 2,7 i el nombre mitjà de persones que vivien en cada família era de 3,18.
Per edats la població es repartia de la següent manera: un 28,8% tenia menys de 18 anys, un 10,3% entre 18 i 24, un 18,5% entre 25 i 44, un 33,6% de 45 a 60 i un 8,9% 65 anys o més.
L'edat mediana era de 38 anys. Per cada 100 dones de 18 o més anys hi havia 116,7 homes.
La renda mediana per habitatge era de 46.563 $ i la renda mediana per família de 52.083 $. Els homes tenien una renda mediana de 45.750 $ mentre que les dones 19.375 $. La renda per capita de la població era de 17.764 $. Entorn del 10,5% de les famílies i el 12,3% de la població estaven per davall del llindar de pobresa.

## Poblacions més properes
El següent diagrama mostra les poblacions més properes.